# Filegate
Le Filegate est une controverse impliquant la Maison-Blanche sous la présidence de Bill Clinton pour avoir eu accès en 1993 et 1994 à des fichiers confidentiels du FBI. L'affaire éclate en juin 1996 et est enquêtée par un comité de la Chambre des représentants des États-Unis, le Comité judiciaire du Sénat des États-Unis et par le département de la Justice des États-Unis. Les dossiers concernent principalement les membres du Parti républicain, principal adversaire politique de la présidence démocrate. Le FBI admet avoir été complaisant avec la Maison-Blanche et que les dossiers ne seraient plus envoyé à l'avenir sans une demande officielle. En 2000, la Première Dame Hillary Clinton, un temps impliquée, est mise hors de cause par l'enquête.